# Кларк (Південна Дакота)
Кларк (англ. Clark) — місто (англ. city) в США, в окрузі Кларк штату Південна Дакота. Населення — 1148 осіб (2020).

## Географія
Кларк розташований за координатами 44°52′53″ пн. ш. 97°44′5″ зх. д. / 44.88139° пн. ш. 97.73472° зх. д. (44.881356, -97.734822).  За даними Бюро перепису населення США в 2010 році місто мало площу 3,32 км², уся площа — суходіл.

## Демографія
Згідно з переписом 2010 року, у місті мешкало 1139 осіб у 552 домогосподарствах у складі 306 родин. Густота населення становила 343 особи/км².  Було 627 помешкань (189/км²).
Расовий склад населення:
| - 98,5 % — білих - 0,2 % — азіатів - 0,1 % — чорних або афроамериканців |

До двох чи більше рас належало 1,0 %. Частка іспаномовних становила 1,4 % від усіх жителів.
За віковим діапазоном населення розподілялося таким чином: 18,8 % — особи молодші 18 років, 48,5 % — особи у віці 18—64 років, 32,7 % — особи у віці 65 років та старші. Медіана віку мешканця становила 51,5 року. На 100 осіб жіночої статі у місті припадало 88,9 чоловіків;  на 100 жінок у віці від 18 років та старших — 88,4 чоловіків також старших 18 років.
Середній дохід на одне домашнє господарство  становив 50 199 доларів США (медіана — 39 519), а середній дохід на одну сім'ю — 67 825 доларів (медіана — 57 292). Медіана доходів становила 38 229 доларів для чоловіків та 26 250 доларів для жінок. За межею бідності перебувало 11,0 % осіб, у тому числі 15,5 % дітей у віці до 18 років та 13,9 % осіб у віці 65 років та старших.
Цивільне працевлаштоване населення становило 562 особи. Основні галузі зайнятості: освіта, охорона здоров'я та соціальна допомога — 20,3 %, будівництво — 15,7 %, роздрібна торгівля — 15,3 %.